# گورستان امامزاده پیر غیب
قبرستان امامزاده پیر غیب مربوط به دوره صفوی - دوره قاجار است و در شهرستان قیر و کارزین، بخش افزر، دهستان زاخرویه، شرق روستای پیر غیب واقع شده و با شمارهٔ ثبت ۲۶۶۵۳ به‌عنوان یکی از آثار ملی ایران به ثبت رسیده است.